# Nigeria en los Juegos Olímpicos de Pyeongchang 2018
Nigeria estuvo representada en los Juegos Olímpicos de Pyeongchang 2018 por 3 deportistas que compitieron en 2 deportes. Responsable del equipo olímpico fue el Comité Olímpico de Nigeria, así como las federaciones deportivas nacionales de cada deporte con participación.
El portador de la bandera en la ceremonia de apertura fue el piloto de bobsleigh Ngozi Onwumere. El equipo olímpico nigeriano no obtuvo ninguna medalla en estos Juegos.